# Ludwig Nathaniel August Brennecke
Ludwig Nathaniel August Brennecke (* 6. März 1843 in Leitzkau; † 10. April 1931 in Buchschlag) war ein deutscher Wasserbau- und Tiefbauingenieur.

## Leben
Ludwig Brennecke war der Sohn eines Pastors und mütterlicherseits Cousin von Paul Heyse. Er studierte Maschinenbau und später Bauingenieurwesen an der Gewerbeakademie in Berlin und war zunächst im Brückenbau tätig. Für Eisenbahnen war er am Bau der Elbbrücken in Hämerten, Dömitz und Lauenburg/Elbe beteiligt und war sechs Jahre in Russland im Brückenbau, unter anderem beim Bau der ersten festen Newabrücke in Sankt Petersburg. 1886 bis 1891 war er am Bau des Nord-Ostsee-Kanals beteiligt. Danach entwarf und baute er Trockendocks und Hafenanlagen für die Marinewerft in Kiel und 1895 wurde er Marine-Hafenbaudirektor in Wilhelmshaven, dessen Ausbau zu einem modernen Hafen für die unter Tirpitz aufgerüstete Kriegsflotte er leitete (drei Trockendocks, dritte Hafeneinfahrt mit Doppelschleuse, ein weiteres Hafenbecken). Er war Regierungsbaumeister.
Er schrieb ein damals verbreitetes Lehrbuch über Grundbau, das in mehrere Fremdsprachen übersetzt wurde und nach seinem Tod von Erich Lohmeyer herausgegeben wurde. 1948 erschien die 6. Auflage. Es erschien zuerst 1887 und war die erste Monographie über Grundbau.
1905 wurde er Ehrendoktor der TH Dresden.

## Schriften
- Handbuch der Baukunde. Heft 1: Der Grundbau. Toeche, Berlin 1887
- Ergänzungen zum Grundbau. In: Handbuch der Ingenieurwissenschaften, Band 3, Teil 3. 1906
- mit Erich Lohmeyer: Der Grundbau. 3 Bände. 4. Auflage. Ernst, Berlin 1927, 1930 (Band 1: Baugrund, Baustoffe, Pfähle und Spundwände, Baugrube. Band 2: Pfahlrostgründungen. Band 3: Die einzelnen Gründungsarten mit Ausnahme der Pfahlrostgründung)
- Schleusen, Schiffahrtskanäle. In: Handbuch der Ingenieurwissenschaften, Teil 3, Abt. 2, Hälfte 2. 3. Auflage. Engelmann, Leipzig 1895
- Bearbeitung von Karl Esseborn: Lehrbuch des Hochbaus. Band 1: Grundbau, Steinkonstruktionen, Holzkonstruktionen, Eisenkonstruktionen, Eisenbetonkonstruktionen. Engelmann, 1922